# Martín Miguel
Martín Miguel és un municipi de la província de Segòvia, a la comunitat autònoma de Castella i Lleó. Limita al nord amb Garcillán, al nord-oest amb Anaya a l'oest amb Juarros de Riomoros, al sud amb Abades i a l'est mab Valverde del Majano.